# Искорки (Мошковский)
«Искорки» (фр. Étincelles), соч. 36, № 6 ― одночастная пьеса для фортепиано соло, написанная Морицем Мошковским в 1886 году и впервые опубликованная в том же году в Бреслау издателем Юлиусом Хайнауэром. Является шестой по счёту композицией в сборнике «8 характерных пьес» (фр. Huit Morceaux caractéristiques).

## Музыка
Произведение передаёт образы вспыхивающих искр за счёт использования стаккато в главной теме и множества быстрых пассажей, исполнение которых требует большого технического мастерства. Пьеса написана в тональности си-бемоль мажор и имеет размер 3/8. Несмотря на то, что динамика композиции почти всегда спокойная, на протяжении всей пьесы сохраняется живое настроение.
Произведение длится около трёх минут.

## Исполнители
Пьеса была записана многими известными музыкантами. В частности, пианист Владимир Горовиц на своих поздних концертах часто исполнял это сочинение при выходе на бис. Горовиц также сочинил собственную коду к произведению.